# Patrice Colas
Pour les articles homonymes, voir Colas.
Patrice Colas, né le 17 mars 1968 à Saint-Brieuc, est un footballeur français reconverti entraîneur.

## Biographie

### Joueur de niveau national
Après des débuts au CSC Thouars et chez le CO Saint-Dizier, Patrice Colas joue notamment 40 matchs de Division 2 avec le Cercle dijonnais et le RC Ancenis entre 1989 et 1993. Il participe à l’épopée dijonnaise en Coupe de France en 1991, jusqu'en 16es de finale face à l’Olympique de Marseille.
Il joue ensuite à l’US Saint-Malo et à l'Amicale de Lucé, où il obtient le Diplôme d'État supérieur de la jeunesse, de l'éducation populaire et du sport (DES) en 1998. Il termine sa carrière de joueur et la débute en tant qu'entraîneur au FC drouais.

### Dix-sept ans sur le banc de Dreux
En 2001, il devient entraîneur-joueur du FC drouais.
Il fait monter le club pour la première fois de son histoire en CFA 2 au terme de la seconde saison. Ayant pris sa retraite des terrains, il maintient le club en cinquième division pendant sept saisons.
Redescendu en DH Centre, l'équipe joue toujours le haut de tableau sans terminer premier et remonter au niveau national. Le 5 janvier 2013, après avoir réalisé un très beau parcours en Coupe de France, il s'incline en 32e de finale, devant le club de Ligue 1 l'AS Nancy-Lorraine 5 buts à 1. En fin d'année, il affronte de nouveau un club professionnel en Coupe nationale, le SM Caen au 7e tour.
En 2015, Colas et le FCD sont à nouveau champions régionaux et accèdent en cinquième division. En 2017, le championnat est renommé National 3 et est composé en poules d'équipes évoluant dans les mêmes régions. La mairie réduit alors la subvention du club qui le met en difficulté financière.
Au terme de la saison 2017-2018, après dix-sept ans au FC drouais, deux montées et une relégation, l’entraîneur général Patrice Colas quitte le club en fin de contrat, ne souhaitant pas continuer avec la nouvelle direction du club.

### Nouvelles expériences
Pour la saison 2018-2019, Patrice Colas reste en Eure-et-Loir prend la tête du Luisant AC, à côté de Chartres en Régional 2 de la Ligue Centre-Val de Loire.
Fin 2018, Patrice Colas fait partie du comité directeur élu à la tête de la Ligue régionale de football en tant que représentant des éducateurs,,.
À l'été 2019, Patrice Colas prend la tête de l'équipe fanion de l'USM Montargis avec comme objectif de positionner le club dans la première partie de National 3 et de structurer le club. Il intervient aussi au niveau de la détection U13 et U14 du district du Loiret, encadre les sélections régionales U15 et U16 et est adjoint de l'équipe seniors de la Ligue. Il conserve son rôle de représentant des éducateurs au sein du comité directeur de la Ligue régionale et est jury du Brevet de moniteur de football (BMF). Après plusieurs saisons en National 3, le club termine dernier à l'issue de la saison 2022-2023 et est relégué en Régional 1, entraînant le départ de Patrice Colas.
En août 2023, il devient alors conseiller technique chargé du projet de performance fédéral (PPF) et de l’Encadrement au sein de la Ligue de Bourgogne-Franche-Comté et du District départemental de Côte-d'Or.

## Palmarès
- Champion de DH (Centre) en 2003 et en 2015 avec le FC Drouais.

## Statistiques

### Joueur
| Saison                | Club                  | Championnat           | Championnat | Championnat | Coupe(s) nationale(s) | Coupe(s) nationale(s) | Total | Total |
| Saison                | Club                  | Division              | M.          | B.          | M.                    | B.                    | M.    | B.    |
| 1984-1985             | INF Vichy             | D3                    | -           | -           | -                     | -                     | 0     | 0     |
| 1985-1986             | INF Vichy             | D3                    | -           | -           | -                     | -                     | 0     | 0     |
| 1986-1987             | INF Vichy             | D3                    | -           | -           | -                     | -                     | 0     | 0     |
| Sous-total            | Sous-total            | Sous-total            |             | -           |                       | -                     | 0     | 0     |
| 1987-1988             | CSC Thouars           | D3                    | -           | -           | -                     | -                     | 0     | 0     |
| 1988-1989             | CO Saint-Dizier       | D3                    | -           | -           | -                     | -                     | 0     | 0     |
| 1989-1990             | CF Dijon              | D2                    | 20          | -           | 1                     | -                     | 21    | 0     |
| 1990-1991             | CF Dijon              | D2                    | 12          | -           | 1                     | -                     | 13    | 0     |
| Sous-total            | Sous-total            | Sous-total            | 32          | -           | 2                     | -                     | 34    | 0     |
| 1991-1992             | CSC Thouars           | D3                    | -           | -           | -                     | -                     | 0     | 0     |
| 1992-1993             | RC Ancenis            | D2                    | 8           | -           | -                     | -                     | 8     | 0     |
| 1993-1994             | US Saint-Malo         | N2                    | -           | -           | -                     | -                     | 0     | 0     |
| 1994-1995             | US Saint-Malo         | N2                    | -           | -           | -                     | -                     | 0     | 0     |
| 1995-1996             | US Saint-Malo         | N2                    | -           | -           | -                     | -                     | 0     | 0     |
| Sous-total            | Sous-total            | Sous-total            |             | -           |                       | -                     | 0     | 0     |
| 1996-1997             | Amicale de Lucé       | N2                    | -           | -           | -                     | -                     | 0     | 0     |
| 1997-1998             | Amicale de Lucé       | CFA 2                 | -           | -           | -                     | -                     | 0     | 0     |
| 1998-1999             | Amicale de Lucé       | CFA 2                 | -           | -           | -                     | -                     | 0     | 0     |
| 1999-2000             | Amicale de Lucé       | CFA 2                 | -           | -           | -                     | -                     | 0     | 0     |
| 2000-2001             | Amicale de Lucé       | CFA 2                 | -           | -           | -                     | -                     | 0     | 0     |
| Sous-total            | Sous-total            | Sous-total            |             | -           |                       | -                     | 0     | 0     |
| 2001-2002             | FC drouais            | DH                    | -           | -           | -                     | -                     | 0     | 0     |
| 2002-2003             | FC drouais            | DH                    | -           | -           | -                     | -                     | 0     | 0     |
| 2003-2004             | FC drouais            | CFA 2                 | -           | -           | -                     | -                     | 0     | 0     |
| Sous-total            | Sous-total            | Sous-total            |             | -           |                       | -                     | 0     | 0     |
| Total sur la carrière | Total sur la carrière | Total sur la carrière | 40          | -           | 2                     | -                     | 42    | 0     |

### Entraîneur
| Période       | Club      | Division                | Titre |
| ------------- | --------- | ----------------------- | ----- |
| FC drouais    | 2001-2003 | Division d'honneur (D6) | 1     |
| FC drouais    | 2003-2010 | CFA 2 (D5)              | -     |
| FC drouais    | 2010-2015 | Division d'honneur (D6) | 1     |
| FC drouais    | 2015-2018 | CFA 2 / National 3 (D5) | -     |
| Luisant AC    | 2018-2019 | Régional 2 (D7)         | -     |
| USM Montargis | 2019-     | National 3 (D5)         |       |